# Euchalcia gerda
Euchalcia gerda är en fjärilsart som beskrevs av Rudolf Püngeler 1907. Euchalcia gerda ingår i släktet Euchalcia och familjen nattflyn. Inga underarter finns listade i Catalogue of Life.